# Flat Bay
 Coordenadas : formato inválido
Flat Bay é uma comunidade localizada na província canadense de Terra Nova e Labrador.